# Змеиная яма и маятник
«Змеи́ная я́ма и ма́ятник» (нем. Die Schlangengrube und das Pendel) — фильм ужасов, снятый в ФРГ австрийским режиссёром Харальдом Райнлем (премьера — 5 октября 1967). Сюжет фильма не имеет ничего общего с рассказом Эдгара Аллана По «Колодец и маятник».

## Сюжет

### Пролог
Желая достичь бессмертия, граф Регула убивает двенадцать девушек-девственниц. Тринадцатой жертве удаётся спастись, что становится губительным для графа: его четвертуют.

### Основная часть
Проходит тридцать пять лет; наступает 1841 год. Сын судьи, вынесшего Регуле смертный приговор, пытается выяснить свою родословную и получает письмо от графа Регулы, обещающее пролить свет на данные обстоятельства. Аналогичное письмо с приглашением получает дочь спасшейся тринадцатой жертвы — баронесса Лилиана фон Брабант.

## В ролях
- Лекс Баркер — Роже Монт-Элиз / судья Райнхард фон Мариенбург
- Карин Дор — баронесса Лилиана фон Брабант / её мать
- Кристофер Ли — граф Регула
- Карл Ланге — Анатоль, слуга графа
- Владимир Медар — Фабиан
- Кристиана Рюкер — Бабетта
- Дитер Эпплер — Кучер